# Besac-Arthur
Besac-Arthur nom de scène de Sébastien Haciane, né à Verviers le 28 août 1980, est un auteur-compositeur-interprète belge.

## Biographie
Besac-Arthur découvre la musique et la chanson à l'âge de 18 ans. Après avoir enchaîné les projets musicaux pendant plusieurs années, au sein d'orchestres ou de groupes de rock (Bubble Monkeys), le chanteur guitariste Besac-Arthur trouve son nom de scène en 2009 sous l'inspiration de son poète favori Arthur Rimbaud.
Lauréat du concours SABAM-MIDEM en 2010, il se produit en showcase à Cannes et dans 4 autres villes françaises ; il joue également sur la scène Carrefour des talents aux Francofolies de Spa.
Entre 2009 et 2013, il sort 3 EP : Aller simple, La rupture, Peu importe-où.
En 2015, son premier album Lever l’Encre, pop acoustique aux sonorités de lap-steel, d’harmonica, de ukulélé ou de marimba, est issu de ses voyages à travers l’Asie, l’Amérique et l’Europe. Il est accompagné par les musiciens et chanteurs Nicolas Draps et Corentin Dalgarno (cordes), Marc De Vreese (cuivres), Milla Brune, June et Gabriel Madiata (secondes voix) et le chœur de filles Mélopée.
Certains titres de l'album sont largement diffusés sur les médias belges et au Québec. Soutenu par les Francofolies de Spa et les Francocessions, Besac-Arthur réalise alors une cinquantaine de concerts en Belgique et une tournée en Bretagne.
Sorti en 2020, son deuxième album Humans a fait l'objet d'un financement participatif. Conçu autour du monde à partir de 2016, cet album, aux accents pop et folk world, est le fruit de collaborations artistiques avec des artistes rencontrés au Canada, au Mexique, au Burkina Faso et à Taïwan. Parti avec sa guitare et son ordinateur, son idée était "de rassembler les cultures, le monde, de partager la musique et ramener toutes ces cultures à l'intérieur de la musique, pour pouvoir après partager le tout avec le public". En dehors du titre Humans, rassemblant tous les artistes des différents pays, chaque chanson est marquée de l'influence spécifique de son pays d'origine : au Mexique, Lo que el viento est une chanson créée sur place avec un refrain en espagnol, Africa une chanson réalisée à Ouagadougou avec Akili Gnouma à la kora... Les enregistrements se sont également déroulés dans des conditions bien différentes : au Québec avec Ian Kelly dans des beaux studios, au Burkina Faso dans un local fort sommairement aménagé. L'album est accompagné d'un carnet de voyage présentant les lieux, rencontres de l'artiste et photos d'illustration parmi la quarantaine de concerts donnés avec les artistes.
Après la sortie de l'album Humans, Besac-Arthur se produit sur scène dans une série de concerts notamment au marché couvert de Bastogne, à Gelbressée et participe aux Sessions privées de VivaCité, concert et émission avec Vianney et le groupe Suarez.
En 2021, il poursuit ses concerts avec des musiciens burkinabais.

## Discographie

### Singles
- 2014 : Battre ton cœur[14]
- 2015 : Ciel du nord (Tip : 27 en mars 2015 dans l'Ultratop 50 Singles)[15]
- 2017 : Humans (Iza Loris - Besac Arthur / Besac Arthur)
- 2019 : Comment te dire[15]
- 2021 : Africa[12]

### EP
- 2009 : Aller simple
- 2011 : La rupture
- 2013 : Peu importe où
- 2019 : Into The Wild